# Rhizopsammia annae
Rhizopsammia annae is een rifkoralensoort uit de familie van de Dendrophylliidae. De wetenschappelijke naam van de soort is voor het eerst geldig gepubliceerd in 1933 door van der Horst.